# Merced
Merced (anglicky Merced River, [mɛrsɛt]IPA) je řeka v centrální části amerického státu Kalifornie. Je přibližně 180 km dlouhá. Její povodí má rozlohu 3 300 km².

## Průběh toku
Pramení na západních svazích pohoří Sierra Nevada. Na svém horním toku, který prochází jižní části Yosemitského národního parku, má řeka rychlý a prudký průběh, díky němuž vyhloubila Yosemitské údolí s prudkými svahy vysokými až 1500 m. Zde také přibírá vodu z Yosemitského vodopádu a přímo na ní se nacházejí kromě dalších Nevadské (výška 178 m) a Vernalské vodopády (výška 95 m). Jednotlivé úseky řeky jsou značně odlišné a po opuštění hornatého území má klidný a pomalý průběh na dolním toku v Centrálním kalifornském údolí. Nakonec se vlévá zprava do řeky San Joaquin, která ústí do Tichého oceánu.

## Vodní režim
Zdrojem vody jsou převážně sněhové srážky. Průměrný roční průtok vody při odtoku z přehradní nádrže McClure činí 38 m³/s, v ústí pak z důvodu úbytku vody na zavlažování klesá na 21 m³/s.